# 玉頭位取り
| 9  | 8  | 7  | 6  | 5  | 4  | 3  | 2  | 1  |    |
|    |    |    |    |    |    |    |    |    | 一 |
|    |    |    |    |    |    |    |    |    | 二 |
|    |    |    |    |    |    |    |    |    | 三 |
|    |    |    |    |    |    |    |    |    | 四 |
|    |    | 歩 |    |    |    |    | 歩 |    | 五 |
| 歩 |    | 銀 | 歩 | 歩 |    |    |    |    | 六 |
|    | 歩 | 角 | 金 | 銀 | 歩 | 歩 |    | 歩 | 七 |
|    |    | 玉 | 金 |    |    |    | 飛 |    | 八 |
| 香 | 桂 |    |    |    |    |    | 桂 | 香 | 九 |

玉頭位取り（ぎょくとうくらいどり、英: King's Head Vanguard Pawn）は将棋の戦法の一つ。主に対振り飛車戦で使用される。特に中飛車相手に有効とされる。戦法の歴史は古く、元禄時代の民間棋士、望月勘解由（望月仙閣）が指しているが、専ら対振り飛車戦の主流戦法として流行したのは昭和、特に1970年代と思われる。
1983年にまとめられた高橋のレポートでは、1981年12月から1982年11月末日までの統計で居飛車対振飛車対抗系のうち、中飛車の対局は総計144局で、そのうち玉頭位取りは、対中飛車では14局と比較的多く指されている。

## 概要
先手番の場合、銀将を7六に配置して7筋の位を取る。うまく組みあがれば振り飛車側は囲いの進展や右桂の活用が難しくなる。対して居飛車は玉が広くなり、容易には負けない手厚い形となり、位を拠点とした攻めにも事欠かない。実戦では記載の説明図以降、さらに8筋や6筋からも盛り上がっていく場合もある。この戦法の勝ちパターンとしては基本的には序盤での戦いはさけ中盤から終盤にかけて位が生きる様に指し複数の位がとれたのなら玉頭攻めを見せつつプレッシャーをかけつつ終盤に備えて駒を拾っていくのが一例である。
しかし組みあがるまで手数がかかる上に途中の玉型は不安定で、四間飛車には△4四銀～△5五歩の先攻を許し三間飛車には石田流への組み替えを見せられるなど、振り飛車にも存分な布陣を敷かれてしまうという欠点もあるとされ、前述高橋のレポート時（1983年当時）から5筋を交換し△5四銀型から石田流にして△4五銀への活用を図るカナケンシステム的な指し方が主流であったが、逆に居飛車側も 5四銀を攻撃目標に動く指し方ができることが見られる。
この後、居飛車穴熊の優秀性が明らかになることで相対的に廃れた他、対四間飛車や対三間飛車のような筋がなく比較的得意としていた対ツノ銀中飛車に関してもツノ銀中飛車そのものが居飛車穴熊の隆盛により殆ど指されなくなり、玉頭位取りがプロの公式戦で現れる回数は激減した。藤井システム全盛期には、居飛車側の持久戦策として再流行の可能性もあったが、藤井システムの衰退により居飛車穴熊に奪われた持久戦策としての主流の地位を取り戻すには至らなかった。
| 9  | 8  | 7  | 6  | 5  | 4  | 3  | 2  | 1  |    |
| 香 | 桂 |    | 金 |    |    |    | 桂 | 香 | 一 |
|    | 王 | 銀 |    |    | 飛 |    |    |    | 二 |
|    | 歩 | 歩 | 金 |    |    | 銀 | 歩 | 歩 | 三 |
| 歩 |    |    | 歩 | 歩 |    | 歩 |    |    | 四 |
|    |    | 歩 |    |    | 歩 |    | 歩 |    | 五 |
| 歩 |    |    | 歩 | 歩 |    | 歩 |    |    | 六 |
|    | 歩 | 銀 | 金 | 銀 | 歩 |    |    | 歩 | 七 |
|    |    | 玉 | 金 |    |    |    | 飛 |    | 八 |
| 香 | 桂 |    |    |    |    |    | 桂 | 香 | 九 |

一度有利になったら逆転を許さない戦法としては居飛車穴熊と酷似しているものの、あとで絶対に詰まない局面になるという特性を持つ穴熊の方が終盤の読みを簡略化することが出来るのも事実である。一方で自玉を広くし敵陣を圧迫する為終盤の寄せ合いになった時に横からの攻めに対して上部に脱出しやすく、相手の玉頭に攻撃を加えられるのが位取り独自の長所である。
有吉道夫が玉頭位取りの得意な棋士として知られていた。また米長邦雄がタイトル四冠や名人位獲得時の全盛期、鷺ノ宮定跡（主に森安秀光に対して）と並んで玉頭位取りを主に対振り飛車対策の戦法として頻繁に使用していた（主には大山康晴に対して）。
その後、ゴキゲン中飛車、角交換振り飛車といった早めの角交換などで居飛車穴熊を牽制する戦法に対して用いられる事例が多くなり、例えば2011年7月15日の第24期竜王戦決勝トーナメントにおいて、山崎隆之が久保利明に対して使用している。これは対角交換振り飛車の場合、どうしても振り飛車側から△8八角成（振り飛車先手なら▲2二角成）▲同銀の形にされてしまうので、その場合穴熊に組むにはいったん▲7七銀～▲8八銀（後手なら△3三銀～△2二銀）のようにしなければならなく、また左美濃にも組みにくい。このため居飛車側は手得も見込めるので比較的玉頭位取りを目指す将棋が多くなっていった。
一例として、第1図は2017年第66期王座戦一次予選の藤井聡太四段対小林健二九段戦。お互いに角を持ち合った状態で後手は△1四歩～△1三角、先手は▲7六銀～▲6五歩とし、△同歩▲同銀で一歩持とうという展開であったが後手は6筋を手抜きして△4四銀と指している。以下先手は9筋と2筋の突き捨てから▲6四歩～▲3一角、さらに▲2四飛～▲4三角打～▲3四角成～▲6一馬、など多くの攻め筋が生じた。第1図に至る途中、先手の▲7五歩の前に後手△7四歩と位を取らせるのを拒否することはできなくはないが、角交換型の場合先手に▲3七角の自陣打ちから▲6五歩の攻め筋を与えてしまうため、振り飛車側からは△7四歩が突きにくい事情がある。
なお、昭和年代では圧力から逃れるため穴熊囲いに組むのも、振り飛車側の有力な対抗策とされていた。これは例1のように位取り側から攻めの取っ掛かりを消すように低く陣形を構えておけば、作戦勝ちになるとされ、特にレグスペの際には角の打ち込みに注意しながら陣形を構えれば穴熊側が作戦勝ちにはなるとしている。
一方、例2では居飛車銀冠から玉頭位取りに変化した局面で、振り飛車穴熊側も四間飛車の場合このような展開になることが多いとされる例である。このときに居飛車側が6筋をとったので9，8，7筋と次々と位をとることができ、こうなっても3枚穴熊側も指せないわけではないが、位取り側が左辺は勢力下に置き、主導権を握ることができるとしており、穴熊側は特に6筋を取らせないように△6四歩-△6三金型を目指す必要があるとしている。さらに、対振り飛車穴熊に多く用いられている作戦は、穴熊囲いに早く迫ることができる玉頭位取りが銀冠と並んで多く採用されているという調査結果もある。
| 9  | 8  | 7  | 6  | 5  | 4  | 3  | 2  | 1  |    |
| 香 | 桂 |    | 金 |    |    |    | 桂 | 香 | 一 |
|    | 王 | 銀 |    |    | 飛 |    |    |    | 二 |
|    | 歩 | 歩 | 金 |    |    | 角 | 歩 | 歩 | 三 |
| 歩 |    |    | 歩 | 歩 | 銀 | 歩 |    |    | 四 |
| 歩 |    | 歩 |    |    | 歩 |    | 歩 |    | 五 |
|    |    | 銀 |    | 歩 |    | 歩 |    |    | 六 |
|    | 歩 |    |    | 銀 | 歩 |    |    | 歩 | 七 |
|    | 角 | 玉 |    | 金 |    |    | 飛 |    | 八 |
| 香 | 桂 |    | 金 |    |    |    | 桂 | 香 | 九 |

| 9  | 8  | 7  | 6  | 5  | 4  | 3  | 2  | 1  |    |
| 香 | 桂 |    |    |    | 金 |    | 桂 | 香 | 一 |
|    | 王 | 銀 |    |    |    |    |    |    | 二 |
|    | 歩 | 歩 | 金 |    |    | 角 |    | 歩 | 三 |
| 歩 |    |    | 歩 |    |    | 歩 | 歩 |    | 四 |
| 歩 |    | 歩 |    | 歩 | 歩 | 歩 |    |    | 五 |
|    |    | 銀 |    | 歩 |    |    |    |    | 六 |
|    | 歩 | 銀 | 金 |    | 歩 |    |    | 歩 | 七 |
|    |    | 玉 | 金 |    |    | 飛 |    |    | 八 |
| 香 | 桂 |    |    |    |    |    | 桂 | 香 | 九 |

また、玉頭位取り戦法側の狙いに、歩が持ち駒になった後での端攻めがある。
例1は、1999年6月29日王座戦予選トーナメント本戦、中原誠 vs.藤井猛戦で、6筋の歩交換で得た1歩をもとに▲9五歩△同歩▲9四歩としたところ。これを後手が△同香とすると▲8五銀から香車を取りに行く狙い。後手は実践では取らずに別の手を指し、先手▲9五香に△9二歩として端を詰めることに成功する。
例2は、1984年4月11日名人戦第1局、谷川浩司 vs.森安秀光戦で、先手の陣形は4六銀左戦法からの組み換えで生じたもの。先手が2歩手にしたので、図の局面で▲9五歩と仕掛ける。これも後手は取らずに△5六歩とし、以下▲9四歩に△9二歩として端を詰めることに成功する。

## 飯野流と神吉流玉頭位取り
飯野流は、普通6六歩と突く歩を突かずに骨組みを進める玉頭位取り。途中6六銀とあがり7九角と引いて相手の飛車を牽制しつつ、ゆっくりと骨組みを進める。さらに4枚の陣形に変化する神吉流が知られている。組みあがれば作戦勝ちになることが多い。　
| 9  | 8  | 7  | 6  | 5  | 4  | 3  | 2  | 1  |    |
| 香 | 桂 |    | 金 |    |    |    | 桂 | 香 | 一 |
|    | 王 | 銀 |    |    |    | 飛 |    |    | 二 |
|    | 歩 | 歩 | 金 | 銀 |    | 角 | 歩 | 歩 | 三 |
| 歩 |    |    | 歩 | 歩 | 歩 | 歩 |    |    | 四 |
|    |    | 歩 |    |    |    |    | 歩 |    | 五 |
| 歩 |    | 銀 | 銀 | 歩 |    |    |    |    | 六 |
|    | 歩 |    | 歩 |    | 歩 | 歩 |    | 歩 | 七 |
|    |    | 玉 |    | 金 |    |    | 飛 |    | 八 |
| 香 | 桂 | 角 | 金 |    |    |    | 桂 | 香 | 九 |

| 9  | 8  | 7  | 6  | 5  | 4  | 3  | 2  | 1  |    |
| 香 | 桂 |    | 金 |    |    |    |    | 香 | 一 |
|    | 王 | 銀 |    |    |    |    |    |    | 二 |
|    | 歩 | 歩 | 金 | 角 | 銀 | 桂 | 歩 | 歩 | 三 |
| 歩 |    |    | 歩 | 歩 |    | 飛 |    |    | 四 |
|    | 歩 | 歩 |    |    | 歩 | 歩 | 歩 |    | 五 |
| 歩 |    | 銀 | 歩 | 歩 |    |    | 飛 | 歩 | 六 |
|    |    | 銀 | 金 |    | 歩 | 歩 |    |    | 七 |
|    | 玉 | 金 |    |    |    |    |    |    | 八 |
| 香 | 桂 | 角 |    |    |    |    | 桂 | 香 | 九 |